# Picentins

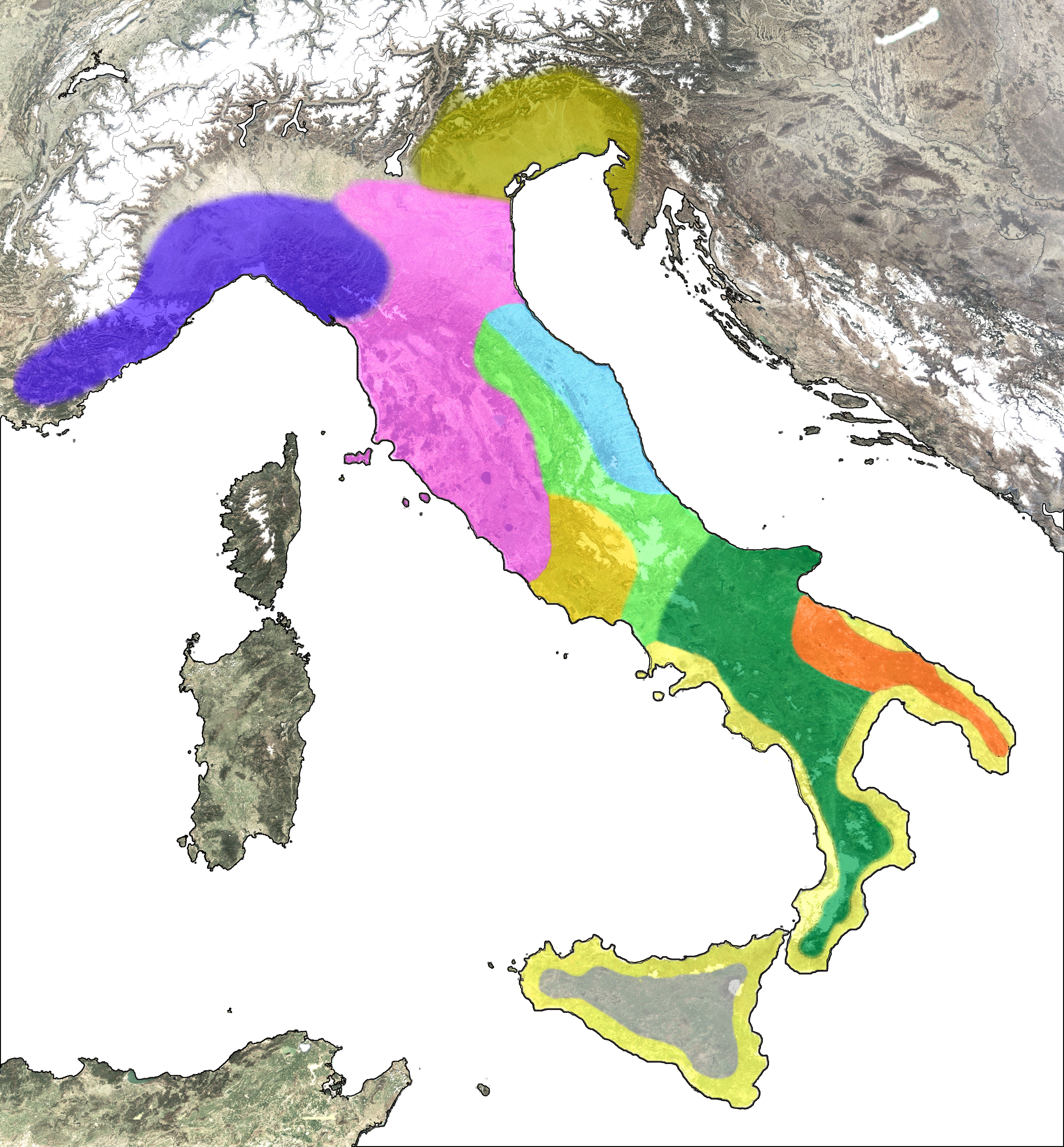
Els pobles itàlics als inicis de l'edat del ferro
lígurs
vènets
etruscs
picentins
umbres
llatins
oscs
messapis
grecs
sículs

Picentins (en llatí: picentini, en grec Πίκεντες, pikentes) foren un poble de la Itàlia central entre la Campània i la Lucània, que pel seu nom semblaven connectats estretament als habitants del Picenum.
Se suposa que eren d'ètnia sabèl·lica. Encara que pel nom se'ls ha relacionat amb la divinitat itàlica Picus, això és dubtós. Sili Itàlic diu que van conquerir la regió que antigament estava habitada per una tribu de pelasgs. Estrabó diu que eren una colònia d'exiliats grecs siracusans que es van establir a Ancona, però no dona cap referència de quan i perquè es va fer el trasllat. Cal suposar que el trasllat es va fer després de la conquesta del Picenum pels romans després del 268 aC.
Per l'amenaçadora proximitat dels gals a Roma, aquests van buscar l'aliança dels picens i la va obtenir el 299 aC en un tractat que fou respectat escrupolosament pels picentins. La llarga pau va fer esdevenir el Picenum un dels districtes més poblats d'Itàlia. El país fou ocupat militarment pels cònsols Semproni Sop i Appi Claudi en una sola campanya el 268 aC.
Els picentins gairebé mai van oferir resistència a Roma, però a la Segona Guerra Púnica es van declarar favorables a Hanníbal Barca, això va portar que al final de la guerra foren castigats severament: se'ls va prohibir servir a l'exèrcit i van haver de realitzar les pitjors feines. A més a més van haver d'abandonar la seva capital, Picentia i establir-se en llogarets reduïts; el 194 els romans van fundar al seu territori la colònia de Salernum. Picèntia va subsistir i apareix com una de les ciutats destruïdes fins a la guerra social (vers el 90 aC) però no prou per desaparèixer, ja que continua apareixent en les fonts literàries. Constava encara a la Taula de Peutinger i segurament correspon a la moderna vila de Vicenza a la vora del rierol Vicentino.
Encara que el nom de picentes es dona a aquest poble i el de picens o picentins als habitants del Picenum, en el seu temps aquesta diferenciació no es va observar molt acuradament. Estrabó anomena picentins als habitants de Picenum (nord) i picentes (pikentes) als de la Campània (sud). Pompeu i Tàcit anomenen també picentins als habitants del Picenum. Els historiadors moderns consideren que els escriptors antics van confondre diversos pobles. Actualment, i per convenció, es designa picentins als antics pobladors del Picenum i picens als habitants de l'actual Picè.

## Ètnia
Hipòtesi principal
El terme picentins era emprat tant en les fonts gregues antigues com en les llatines. Des del segle iii aC, després dels primers contactes amb els romans, a les ètnies que habitaven el Picè se'ls aplicava l'adjectiu "picentins" (Picentes/???e?te?), emprat per exemple en els fasti triumphales i per Polibi. També se'ls va atribuir el significat d'«adoradors de Picus».Dins l'àmbit literari el primer a esmentar els picentins fou Marc Porci Cató Censorí en la seva obra Origines (segle II aC).
Emprat en el sentit d'«habitants del Picenum» es va fer servir des del segle i aC, per exemple en el De bello civili escrit per Juli Cèsar. Generalment és una ètnia la qui dona nom al territori que ocupa, però alguns autors opinen que l'adjectiu es feia servir més per referir-se al territori ocupat que no en relació als seus habitants. Oswald Szemerényi, proposa un procediment invers, que el nom de l'ètnia "picentins" vingui derivat del "Picenum" a través d'una forma no atestada Picenetes. En la literatura historiogràfica contemporània és habitual utilitzar "picens" en lloc de "picentins", tot i que el mateix Giacomo Devoto va reservar el terme "picentins" a la civilització preindoeuropea arqueològicament provada que va haver al Picè (Estela de Novilara) i el de "picentes" o "picens" al poble itàlic esmentat en les fonts clàssiques.
Altres hipòtesis
En un glossari, el geògraf Escílax de Carianda (s. IV-V aC) va esmentar ?e??et?e?? (peuketieis, que es va traduir al llatí per picentes), incloent-los entre els parlants de llengua samnita i donant per suposat que eren homòlegs dels peuquetis, originaris de la Iapígia i establerts al sud de la península Itàlica. Aquesta confusió era accentuada per la presència d'un grup d'origen picè que es va traslladar per habitar a la Campània (sud de la península) l'any 268 aC, i se'ls coneixia com els "picentins del sud". Els peuquetis eren un grup il·líric establert a l'actual Pulla, però en un context més ampli se'ls podia considerar amb arrels samnites i que es van estendre fins a la Campània, en el territori ocupat pels picentins del sud.
Entre els autors grecs del segle i aC, es van fer servir altres formes: la forma ???e?te? (pikentes) i la derivada ???e?t???? (pikentinoi) van ser emprades per Diodor de Sicília, mentre que l'arrel picen- es va transformar en l'etnònim ??????? (pikenis) emprat per Plutarc, Apià va fer servir la forma ??????t?? (pikenitis) i Esteve de Bizanci emprava el terme ????a?te? (pikiantes). Una altra possible confusió, atribuïda a les fonts antigues, era amb els gals sènons, que podria ser deguda a les analogies culturals entre gals i picens o al fet que aquests darrers, si més no a la zona septentrional, havien assimilat els caràcters d'escriptura celtes.
L'etruscòleg Adriano La Regina ha formulat la hipòtesi que entre el segle v aC i el següent els picentins es referien a ells mateixos amb el terme pupun, una paraula trobada en algunes inscripcions del dialecte picè. Encara no tota la comunitat d'acadèmics és partidària d'aquesta proposta, ja que la forma pupun sembla incompatible amb l'arrel piko-/u que va donar origen a Picus, en estreta relació amb l'etnònim llatí Picentes.

## Orígens i història
Els historiadors antics

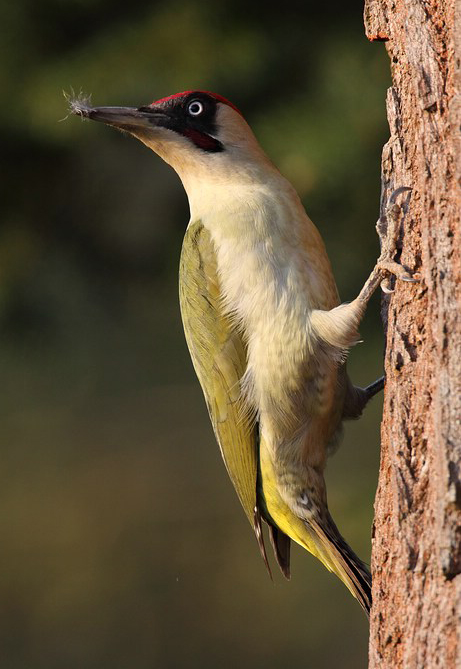
El pica-soques està relacionat, segons les fonts antigues, amb la migració de a què va néixer el poble dels picaentins.

L'etnogènesi tradicional fa referència a una civilització pre-romana establerta al centre de la costa itàlica de la mar Adriàtica, però de procedència forana (procedents de l'alta Sabínia), arribats després d'una primavera sacra, un grup de joves es va adreçar primer cap a l'àrea d'Ascoli Piceno i després es va estendre per la rodalia. La tradició, que relaciona els orígens d'aquesta civilització amb una primavera sacra (ver sacrum) implica que els picentins són el fruit d'una migració ritual sabina. Verri Flac narra aquesta llegenda, presentant el pica-soques com a l'element primaveral que fa la crida per marxar. En l'obra de Fest es basa l'Excerpta ex libris Pompeii Festi de significatione verborum de Pau Diaca escrita al segle viii, que és el text més extens sobre la justificació dels orígens sabins dels picentins. Una breu referència a aquest mite està present també en l'obra principal del mateix autor (Historia Langobardorum) sense esmentar el ver sacrum però sí el pica-soques.  També Plini el Vell, relata la mateixa història, probablement perquè havia llegit a Verri Flac.
La història sobre els orígens dels picentins narrada pel geògraf grec Estrabó posa èmfasi en la procedència sabina i en la migració proposada pel pica-soques, aquest era l'ocell sagrat del déu Ares i com que aquest era un déu relacionat amb la guerra, alguns estudiosos creuen que la migració sabina tenia un caràcter purament militar.
Els historiadors moderns
Tribus osco-umbres van penetrar a la península Itàlica durant la segona meitat del II mil·lenni aC, probablement al voltant del segle xii aC. No és conegut el moment exacte en què les tribus de parla osco-umbra es van establir a l'àrea del Picè. El grup que s'identifica amb els picentins van començar ocupant la conca del riu Nera i la vall del Tronto. Després es van escampar per una zona més ampla, que va rebre el nom de Picè, van establir la capital a Ascoli i van erigir un important santuari a Cupra.
Basat en el nexe establert per Estrabó entre el pica-soques i la migració de sabins, Gianluca Tagliamonte ha proposat que la zona d'origen d'aquests migrants fos Tiora Matiena, on hi havia un oracle freqüentat per un pica-soques, lloc esmentat per Dionís d'Halicarnàs, que segons Tagliamonte és un indret no gaire lluny de la ciutat d'Amiternum. En conseqüència el mateix Tagliamonte ha proposat el possible itinerari de la migració, que tindria la direcció Montereale-Amatrice-Ascoli Piceno, un antiga ruta d'enllaç entre els territoris veïns de l'actual L'Aquila i les regions de la costa central adriàtica.Aquesta hipòtesi és incompatible amb les troballes arqueològiques que es van obtenir al segle xviii, les quals situaven l'oracle a prop de l'actual nucli habitat de Santa Anatolia (província de Rieti). Allà hi va haver una ciuat dels eques el nom de la qual tenia les formes: Tyra, Thora, Tiora, Thiora i de vegades anava acompanyada de l'epítet "Matiena" o "Matiene". L'element decisiu per la localització de Tora a Santa Anatolia és la distància entre la ciutat antiga i Reate: 300 estadis (segons Dionís d'Halicarnàs), el mateix entre l'actual Santa Anatolia i la capital.
Durant el segle xix i primer decenni del XX, es van establir propostes, sobre la base dels coneixements llavors disponibles, i algunes insinuaven un origen de fora de la península Itàlica. Per Innocenzo Dall'Osso les ciutats picenes van néixer durant un flux d'immigrants aqueus, els quals s'haurien integrat perfectament amb les poblacions indígenes. Anàlogament, Friedrich von Duhn va expressar la idea que els picentins fossin el fruit de la barreja entre els habitants originals del lloc i algunes tribus balcàniques. Després de les primeres excavacions realitzades seguint el mètode científic en la rodalia de Novilara, entre el 1892 i el 1893, van sorgir les propostes sobre un possible origen lígur. Ja als anys trenta, Randall Mac Iver i Vladimir Dumitrescu van reduir els orígens dels picentins als pobles autòctons, tot i que el mateix Dumitrescu no exclou del tot una possible influència dels il·liris dels Balcans, o potser dels sabins. En canvi, altres estudiosos com Franz Messerschmidt o, més recentment, Mate Suic, Sime Batovic i Delia Lollini han emfatitzat en l'aportació il·lírica, fins al punt de considerar-la central en l'etnogènesi dels picentins.

## Territori

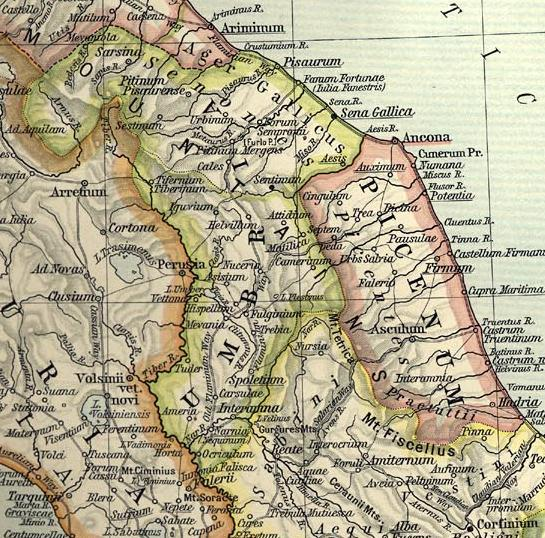
El territori habitat pels picentins, entre els rius Foglia i Aterno, en època d'August fou repartit entre la Regio V Picenum i la Regio VI Umbria (Umbria et ager gallicus picenus)

Els picentins es van establir en un territori comprès entre els rius Foglia i Aterno, delimitat a l'oest pels Apennins i a l'est per la costa adriàtica; en el que no estan d'acord els estudiosos és en dir quin era el límit al nord. Dall'Osso (1915) i Massimo Pallottino (1988) han posat el límit septentrional en el riu Esino, però pocs han secundat aquesta idea. Sigui com sigui, el coneixement que es té de la franja costanera entre el Picè i l'àrea habitada en aquell temps pels vènets és encara insuficient, des del punt de vista de la composició ètnica i lingüística preromana; des del punt de vista arqueològic, en canvi, les troballes han mostrat una unitat cultural molt ben definida en tot el territori de la regió de les Marques i el nord dels Abruços. La unió cultural és tal que fa possible reconèixer un enclavament picentí tot just començar les excavacions arqueològiques, quan encara només s'han trobat uns pocs objectes.
Els nuclis de població marítims distaven del mar una mitjana de 7–8 km, per estar protegits de les incursions de pirates i per estar apartats de les zones pantanoses. N'eren una excepció les ciutats d'Ancona i Numana, que estaven a resguard per estar dalt de penya-segats; a prop d'elles estaven: Novilara, Porto Sant'Elpidio i Cupramarittima que s'explica la seva situació per la possibilitat d'haver ports naturals resguardats i per l'absència de pantans. La necessitat de protegir-se de la malària devia ser el motiu pel qual, a més d'evitar pantans, va fer que evitessin assentaments a la vall i a prop de les desembocadures dels rius.
Abans de la romanització de la regió no existia un centre habitat predominant entre els picentins, els quals no tenien una organització de tipus estatal i, per tant, no tenien necessitat d'una capital. L'equilibri va durar segles fins que van sofrir canvis dràstics després de l'ocupació pels gals sènons al nord del riu Esino (s.IV aC). Un altre esdeveniment determinant va ser la batalla de Sentínum, després de la qual va començar la romanització de la regió mitjançant l'establiment de colònies, fet que va portar els picentins a la revolta, encapçalada per la ciutat d'Ascoli.
En època d'August, la zona nord era anomenada Ager gallicus picenus i fou assignada a la regió VI mentre que la zona restant va ser part de la regió V. En aquesta darrera, Ascoli va tenir el lloc capital. Subjecte als picentins estava també, segons deia Plini el Vell, el territori dels pretutis (Ager Praetutianus), un poble itàlic de modestes dimensions que tenia com a centre principal la ciutat que els romans anomenaven Interamnia Praetutiana, l'actual Teramo.

## Períodes històrics dels picentins
Fase I (s.IX aC)
Es caracteritza per la transició de l'edat del bronze a l'edat del ferro i això es nota en els objectes trobats a les necròpolis. Mantenien relacions amb membres de la cultura apennínica i la cultura vil·lanovana. Feien servir la inhumació, a diferència d'altres cultures contemporànies que practicaven la incineració dels seus morts. En aquesta fase la població estava concentrada a la costa. L'objecte típic de la fase I és el kothon, una petita olla de fang normalment de forma globular aplanada, amb la boca estreta i un sol boc.
Fase II (s.VIII)
En aquesta fase es desplacen cap al nord (necròpoli de Novilara). Es caracteritza per un gran desenvolupament de la metal·lúrgia. Són objectes típics: les armilles fetes amb làmines de metall en espiral i els pectorals decorats amb elements simbòlics com la imatge de la barca solar i la figura d'un ànec al mascaró de popa i proa. Alguns objectes de metall són el testimoni de relacions comercials amb l'altra banda de l'Adriàtic: agulles de cosir, fíbules i diversos ornaments femenins.
Fase III (s.VII-580 aC)
S'han trobat objectes d'importació procedents d'Egipte, Síria, Àsia Menor. Són típiques d'aquesta fase les tombes en forma de túmul i les de forma circular, en elles enterraven el carro de combat del difunt (influència oriental). Mantenien relacions comercials amb els etruscs. L'objecte més notable és l'enòcoa, feta amb un ou d'estruç. Les representacions de figures humanes i animals són gairebé abstractes. En una tomba s'han trobat proves de l'activitat pesquera.
Fase IV (580 aC- 470 aC)
La fase IV se subdivideix en: "Picè IV A" i "Picè IV B". Les característiques típiques del període són: les inscripcions en el seu idioma trobades al sud del seu territori, les escultures gegants de Numana i Capestrano, la gran varietat en elements d'ornamentació femenina, els enigmàtics anells de sis nusos. Un material típic d'aquesta fase és l'ambre procedent probablement del Dnieper. L'afició dels picentins per l'ambre va fer que els anomenessin "el poble de l'ambre" i alguns han proposat que el seu nom en pugui derivar, ja que en llatí la paraula pix vol dir «ambre», fonemes que també estan presents en la paraula pikentes.
Les armes són ja totes de ferro, i presenten una gran varietat, cosa rara en els pobles itàlics del mateix període; entre les armes d'atac hi ha una la simitarra i entre les de defensa un elm amb relleu en forma de corona d'animal i altres elms de tipus greco-corinti. Continua la producció de pectorals, però en aquesta fase els ornaments són d'influència grega.
Fase V (470 aC - inicis del s.IV)
La característica dominant d'aquesta fase arqueològica és la importació massiva de ceràmica grega decorada que, a través del port d'Ancona Numana es va estendre després a tot el territori Picè. En particular, és excepcional la complexitat dels recipients trobats a Numana, amb rica decoració mitològica. Aquesta abundància d'objectes fa pensar que, després de la batalla d'Alalia (540 aC), tant els etruscs com els cartaginesos van deixar de ser una nosa per al comerç marítim.
Curiosament, una forma de ceràmica àtica era produïda pels grecs, especialment per als picentins, és l'anomenada "plat de peu alt", que alguns arqueòlegs pensen que es va utilitzar per servir olives en els banquets.
Fase VI (s.IV -inicis del s.III)
Aquesta fase dura fins a la batalla de Sentínum que, des del punt de vista arqueològic dona per acabada la civilització pròpiament dels picentins. Un esdeveniment fonamental del període va ser l'arribada dels gals sènons, que van ocupar la part nord del territori i els van influir. Un altre fet que va ajudar a canviar l'equilibri ètnic dels picentins va ser l'arribada dels grecs de Siracusa, que va fundar una colònia a la vora d'Ancona, la qual va absorbir l'anterior llogaret existent.
Malgrat aquests factors, la cultura picentina d'aquest període produeix un tipus de recipients de gran originalitat, que és anomenat pels arqueòlegs "ceràmica de l'alt Adriàtic", caracteritzada per figures femenines estilitzades representades de perfil, que recorden algunes expressions d'art modern.
Segle III aC
L'any 299 aC els romans i els picentins fan una aliança contra els gals, que havien arribat fins als dominis dels romans al nord del Tíber; aquesta aliança servia també als picentins per equiparar forces, ja que els seus veïns els pretutis s'havien aliat amb els samnites. Anys més tard els samnites van provar de trobar suport en els picentins en la seva lluita contra els romans, però els picetins es van mantenir fidels. Després de la derrota dels samnites per part dels romans a la batalla del Sentínum, els romans van ocupar la costa adriàtica. En el mateix període es van agreujar les tensions entre romans i gals sènons, conflicte en el qual van trobar l'ajuda dels picentins. El domini romà s'estenia llavors al nord i al sud del Picè, els picentins van tenir por de ser absorbits i van trencar el pacte d'aliança. Els cònsols Appi Claudi i Semproni Sof foren enviats pel senat romà per a sotmetre'ls. Abans de començar la batalla es va produir un terratrèmol i els cònsols ho van interpretar com un senyal favorable dels déus, per això en acabar van erigir un temple a Tellus i el senat va fer encunyar monedes recordant la victòria. Una part de la població picentina fou deportada: els habitants d'Ortona foren traslladats a prop del llac Fucino, algunes colònies de ciutadans picentins van marxar a fundar la Marsica, a la Campània, i molts ciutadans de Fermani van ser portats a Salerno; la resta dels picentins foren parcialment romanitzats, ja que les mateixes ciutats van ser considerades al començament civitas sine suffragio (268 aC), i més endavant civitas optimo iure (241 aC). Ascoli Piceno, a diferència de les altres ciutats fou considerada civitas foederata, és a dir, aliada de Roma. No obstant això, per tal de controlar Ascoli, el 264 aC la van vincular a Fermo una colònia de dret llatí. Ancona, després de la repressió de l'aixecament, va mantenir l'estat de foederata civitas que ja gaudia.
Segles II i I aC
Dins del context de la guerra social romana (91 aC), va haver una insurrecció a Ascoli que va causar la mort del procònsol Quint Servili i dels colons romans establerts a la ciutat. Tot seguit els picentins, etruscs i úmbres es van aliar i van crear una capital: Corfinium. A la coalició també es van unir els marsis i els pelignes.
Les etapes inicials del conflicte es va produir al territori Picè, entre Ascoli Piceno i Fermo; els picentins van derrotar l'exèrcit romà de Gneu Pompeu Estrabó a prop de Falerone (90 aC), fet que el va obligar a retirar-se i refugiar-se en la ciutat de Fermo, a la qual va posar en estat de setge. Com el setge durava molt, l'estiu d'aquest mateix any, el comandant dels picentins Gai Vidacili va decidir presentar batalla als pelignes i Publi Ventidi Bas va marxar en missió diplomàtica a negociar amb els etruscs i els umbres, per tal d'induir-los a donar suport a la causa itàlica; en paral·lel a això, Pompeu Estrabó va rebre el suport d'un contingent romà enviat a trencar el setge de Fermo. Finalment els romans se'n van sortir amb la seva i van dominar Fermo; en aquell conflicte va morir el dirigent marsi Titus Lafreni que havia estat al càrrec de la defensa d'Ascoli.
L'any següent, el 89 aC, un exèrcit de marsis va provar de trencar el setge de la capital romana del Picenum, la ciutat va caure finalment el 17 de novembre d'aquest any, va ser arrasada i els seus ciutadans privats de les seves propietats. La caiguda d'Ascoli va marcar la derrota final dels pobles itàlics a la guerra social. L'any 27 aC l'emperador August va decidir crear una colònia a Ascoli. El territori tradicionalment habitat pels picentins en l'època d'August es va dividir entre la Regió V (Picenum) i la Regio VI (Úmbria i ager gallicus Picenus') i es va tornar a ajuntar en temps de Dioclecià, en la regió Flaminia et Piceno.

## Societat
En època prehistòrica la societat dels picentins tenia una estructura de classes típicament preurbana, com la que es podria trobar en altres pobles de la mateixa època, per exemple a Micenes. Pel que fa a l'organització governativa hi havia un grup d'aristòcrates que prenien les decisions i escollien un cap, de fet encara no s'ha exclòs la hipòtesi que aquest cap fos un rei. Dumitrescu ha proposat que els picentins fossin políticament una confederació de tribus, cadascuna guiada per un cap i en cas de perill triaven un dirigent comú,segons l'esquema típicament indoeuropeu.
Entre les famílies aristocràtiques, formades a partir de guerrers destacats, es diferenciaven de la resta de la comunitat per la possessió d'objectes i per la diferent ubicació de les seves tombes; aquest fenomen es fa més ferm a partir del segle vii aC, quan es van produir les influències culturals orientalitzants, fet que ja s'havia produït entre els etruscs al segle viii aC en l'àrea d'Etrúria.Al segle vi van sorgir dues classes socials noves: la dels artesans i la dels comerciants i a partir del segle v aC, es va començar a formar una estructura socio-política de tipus oligàrquic republicà.Giovanna Bergonzi ha suggerit que, al mateix temps, l'aristocràcia picentina devia iniciar el procés de transmetre el seu estatus de forma hereditària, és a dir que s'era aristòcrata per haver nascut en aquesta classe social i no pels mèrits com a guerrer que era l'atribut necessari en temps antics. 
Amb l'expansió dels romans, la societat picentina va iniciar un procés de canvis que implicava assumir com a seus els costums culturals romans, fet que va passar abans a les zones de muntanya que a les de la costa. Moltes ciutats es van fer dependents econòmicament de Roma fet que va accentuar la pèrdua de poder de la classe aristocràtica per l'exclusió dels drets relacionats amb el fet de tenir ciutadania romana. La diferència social entre els colons romans instal·lats en les ciutats picentines i els nadius es va escampar i el descontentament va desembocar en un conflicte armat (guerra social). L'extensió a tots els pobles itàlics de la ciutadania, concedit en acabar la guerra, va accelerar el procés de romanització dels picentins, els quals foren ràpidament enquadrats en l'estructura política i cultural de Roma.

## Religió
La dimensió religiosa dels picentins encara no ha estat completament reconstruïda a causa de la manca d'informació aportada en les excavacions arqueològiques; no obstant això, s'ha pogut fer un esbos a partir de la seva relació amb la cultura dels umbres, els pobles del Danubi i la probable relació amb les deïtats gregues i etrusques.S'ha suggerit que entre els picentins hi havia poca distinció entre la dimensió religiosa i el profà, i que només al final de la seva història, potser a causa de la contaminació amb altres cultures, van començar a discernir entre les dues àrees, especialment pel que fa als llocs destinats al culte i les seves manifestacions.
Entre els objectes dels aixovars funeraris que podrien tenir significat religiós, estan nombrosos objectes amb símbols apotropaics similars als trobats en altres sepulcres europeus de l'edat del bronze europea i també escultures en forma de petits ànecs estilitzats, que són una reminiscència de la tradició religiosa d'Anatòlia i de la riba del Danubi. El significat de l'ànec podria ser una representació de l'ànima del difunt.L'única divinitat identificada com a picentina sense ambigüitat és la deessa Cupra, que tenia santuaris a diversos llocs. Les divinitats dels picentins es relacionen directament amb el món de la cria d'ovelles, animals de granja i la guerra.
Probablement en un començament les activitats religioses les devien fer a nivell comunitari amb ofrenes votives fetes en un entorn natural, cosa que va cohesionar la identitat política i ètnica. Amb l'augment de població, entre el segle VII aC i el VI aC, els valors fonamentals van canviar (la llar, la família) i també la religió. Els rituals religiosos es devien començar a celebrar en privat, relacionats amb els morts i el cap de família. Cap al segle V aC les ofrenes votives van canviar, havent més estàtues de bronze i recipients de ceràmica a les tombes, algunes d'importació etrusca (Hercle, Menrva, Tínia, Laran). En una tercera fase es van erigir els santuaris a Cupra i a Diomedes (d'influència grega). A l'àrea els Abruços s'han trobat dos llocs de culte picentí: un al Mont Giove (Cermignano-Penna Sant'Andrea) i l'altre a la Grotta del Colle (Rapino). Atès que entre tots dos santuaris, situats en llocs d'alçada i de difícil accés, s'ha proposat que arribar-hi podia tenir un valor iniciàtic o que l'ascens físic implicava també una ascensió mística.
La posició, sempre igual, dels morts dins les tombes (cames doblegades i col·locats sobre el costat dret) podria tenir a veure amb el culte. Els sepulcres acostumaven a ser simples fosses en forma rectangular o oval, de 2m de llarg per 1m d'ample i 1m de fons. Juntament al cadàver hi havia objectes votius. Els còdols de platja es feien servir per reomplir els sepulcres.

## Economia

Les principals rutes comercials passaven pel Picè:
ruta dels il·liris
ruta dels vènets
ruta dels grecs
ruta dels lucans
ruta dels daunis
umbres i etruscs

La ubicació dels assentaments picentins en fèrtils valls, el descobriment d'ossos de bestiar i de petites pales fetes de banya de cérvol indiquen un desenvolupament agrícola.El raïm que conreaven era especialment benvingut a la Gàl·lia i el seu ús en viticultura era conegut pels romans (Polibi i Cató. els esmenten) A més de raïm, produïen fruita en general, sobretot pomes i peres. Les seves olives eren de les més valorades de tota la península Itàlica. També practicaven el conreu del blat. Hi havia un tipus de mesura per al gra propi dels picentins. La farina picentina es feia servir per fer pa dolç.
Els picentins també practicaven la caça i la pesca. Eren bons artesans, sobretot del metall i la ceràmica. Produïen teixits emprant el fus i rodets. Intercanviaven els seus productes a canvi d'objectes fets amb materials que ells no tenien: ambre, vori o que no dominaven com l'artesania de la pedra.Estaven al punt central on confluïen diverses rutes comercials peninsulars (nord-sud, oest) i foranes (Grècia, Il·líria, Frígia).

## Idioma
Els picentins parlaven una llengua itàlica que pertanyia al grup dels dialectes sabèl·lics i per tant, estava estretament lligada a la llengua umbra. Hi ha 23 inscripcions que són la base per estudiar aquest idioma. La datació d'aquestes inscripcions se situa en un període entre el segle vi aC fins a l'inici del segle iii aC. Convencionalment a aquesta llengua se li ha donat el nom de "sud-picè", perquè totes les inscripcions han estat trobades a la part meridional del territori picentí, i concretament al sud del riu Chienti.
Els sons del seu alfabet han estat desxifrats gràcies a uns descobriments realitzats en les darreres dècades, que són:
- Un punt al centre representa el so de /o/
- Dos punts representen el so de /u/
- La grafia que en estudis anteriors s'havia interpretat com la corresponent a la lletra "s", en realitat correspon al so /v/

Empraven set vocals (?, e, ?, i, o, ?, u) i podria ser que tinguessin una vocal neutra com en català, ja que tenien dos símbols diferents per escriure la "A", cosa que indica una preocupació per la transcripció acurada de les vocals, una particularitat que no es troba en altres llengües itàliques.Empraven tres punts verticals per separar paraules.
Les úniques inscripcions que es desvien de la norma són les trobades a la ciutat de Novara, que a diferència de la resta, estan al nord del territori picentí. Alguns han proposat que potser no siguin escrits fets pels picentins sinó d'una altra tribu que estava de pas, es podria tractar d'una estela funerària d'alguna persona que va morir mentre feia un viatge.Altres han proposat que el que es parlava al nord del Picè no era una llengua indoeuropea ni itàlica. El contingut del text encara no s'ha pogut desxifrar. Una altra diferència entre les inscripcions del sud-picè i la de Novara és la data, les primeres de finals del segle vi i les de Novara de començaments del mateix segle.

## Art
Sepulcres circulars amb fossa i túmul
Les més antigues daten del segle viii aC, algunes eren individuals i altres eren un grup de tombes col·locades de forma circular al voltant d'una fossa central i recobertes de material fins a formar un túmul. Les més antigues han estat trobades a la zona de Matelica. A partir del segle VII aC l'ús de sepulcres circulars amb fossa i túmul es concentra a l'àrea entre Numana i Sirolo; en aquesta zona els difunts eren sebollits en grups familiars d'almenys tres o quatre generacions. El diàmetre varia dels deu als vint metres, la llargada de les fosses és d'un metre i la fondària de dos metres. Els sepulcres trobats a la zona de Numana tenen la particularitat d'estar disposats en un ordre precís segons el qual al centre estava el capo de família i als costats estaven una o dues tombes de dona amb rics aixovars.
Sepulcres amb túmul de pedra
Daten de la primera meitat del segle VII aC i s'han trobat a prop de Fabriano. Entre els sepulcres més importants d'aquesta mena hi ha la tomba d'un cap que probablement havia mort lluny de la seva família, ja que al seu interior hi van soterrar un carro que no estava acompanyat del difunt, és per tant un cenotafi.
Sepulcres circulars de pedra
Tots datats entre el segle VII aC i el segle VI aC, trobades a la rodalia dels rius Chienti i Potenza. Es tracta de conjunts de dues o tres tombes delimitades per un cercle de pedres tallades, el diàmetre del conjunt pot anar dels cinc als nou metres; es tracta de sepulcres típiques de la Itàlia central de l'entorn dels Apennins i la seva forma era en origen semblant a les cledes fetes pels pastors de l'edat del bronze. De vegades presenten forma de túmul.
Sepulcres esglaonats
Daten del segle v aC, tenen una pseudocambra sepulcral funerària a cel obert, sense passadís d'entrada però envoltat de murs de pedres col·locades formant tres pendents. Al fons de la cambra hi ha dues fosses: una per als objectes de major valor de l'aixovar, l'altra per la inhumació del difunt i uns pocs objectes d'ús personal.
Escultures

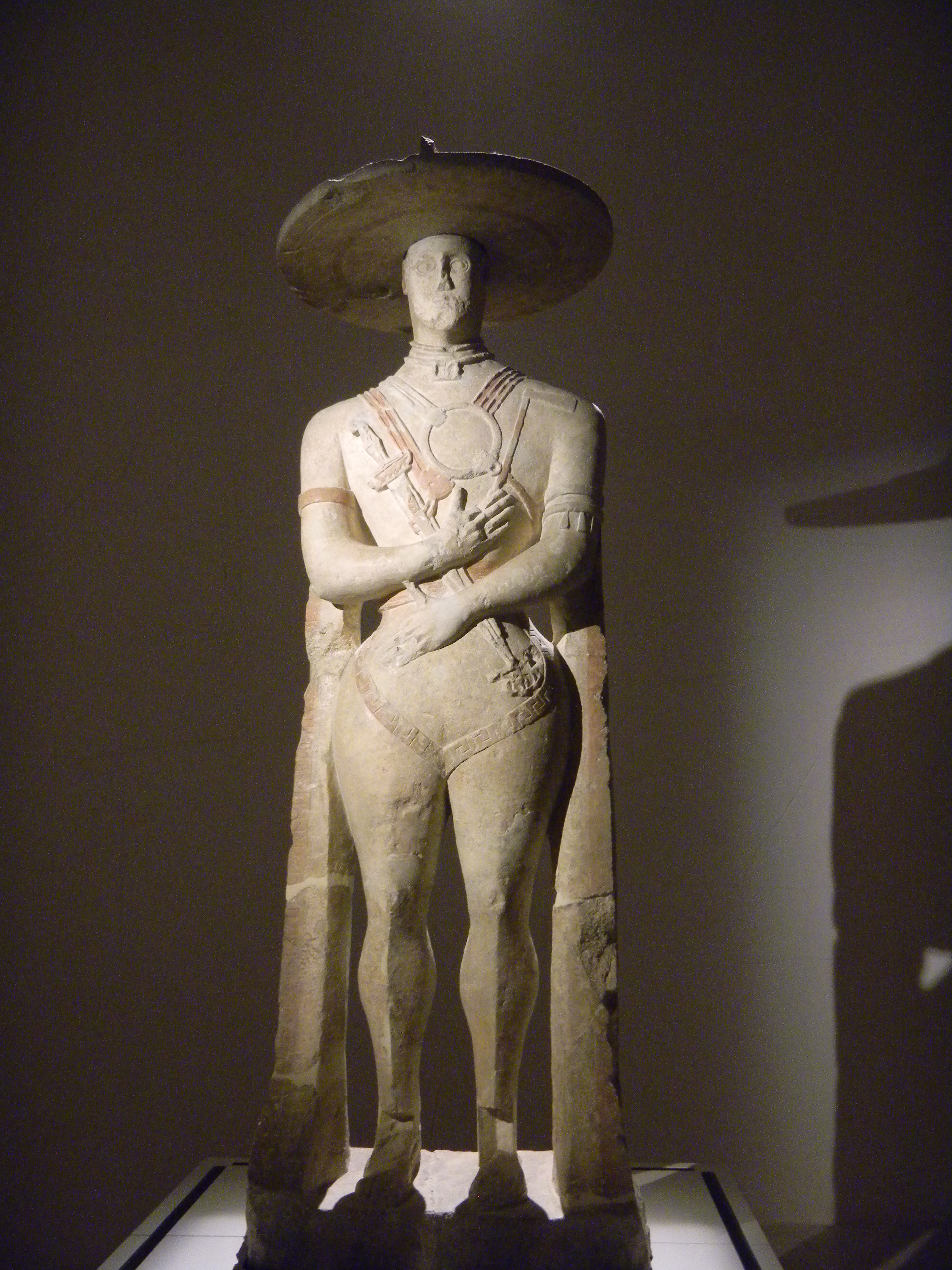
Estàtua del guerrer de Capestrano, Museu Chieti.

Les escultures picentines són una de les majors produccions artístiques dels pobles itàlics. El "guerrer de Capestrano" és una estàtua monumental (2.10 m d'alçada) que representa un dirigent guerrer picentí amb el cap cobert per un elm ornat amb un disc a la seva base.Aquesta obra presenta afinitats amb les nombroses estàtues trobades en territori alemany (Hirschlanden, Holzgerlingen, Glauberg). A banda del "guerrer de Capestrano" i del "guerrer de Numana" i d'algunes esteles amb inscripcions, encara no s'han trobat altres produccions artístiques monuments.
Els intercanvis entre els daunis i els picentins establerts als Abruços van influir en la producció estatuària picentina, sobretot en època arcaica.Això es pot veure, per exemple en l'analogia entre alguns dels trets distintius del "guerrer de Capestrano" i les troballes en excavacions dels daunis efectuades a la plana de Siponto.Entre el segle VII aC i el VI aC els intercanvis entre picentins i etruscs manifesten també influències observables en el fenomen de l'orientalització; alguns exemplars d'estàtues picentines presenten nombrosos trets d'analogia amb la producció de ceràmica etrusca, mentre que en les decoracions dels pectorals en forma de disc es troben figures d'inspiració orientalitzant, per exemple animals quadrúpedes en moviment.
Van produir, a més, una gran quantitat d'objectes d'argila, decorats amb incisions en forma solcs o afegits en forma de cordons; alguns són figures antropomòrfiques i animals estilitzats, datats al voltant del segle vi aC. Pel que fa a la producció d'obres de bronze, aquestes eren elaborades amb làmines subtils amb les quals formaven cistelles o discs; de vegades feien estatuetes votives, les més famoses pertanyen a una sèrie que representen un equivalent al déu Mart.